# Зовнішня політика Ботсвани
Ботсвана приділяє особливу увагу економічній і політичній інтеграції на півдні Африки. Вона намагалася зробити Співтовариство розвитку Південної Африки (SADC) робочим механізмом економічного розвитку, а також сприяла зусиллям, спрямованим на самоконтроль регіону з точки зору превентивної дипломатії, вирішення конфліктів і належного управління.

## Дипломатичні відносини
| #   | Країна                                     | Дата              |
| --- | ------------------------------------------ | ----------------- |
| 1   | Велика Британія                            | 30 вересня 1966   |
| 2   | Японія                                     | 30 вересня 1966   |
| 3   | США                                        | 30 вересня 1966   |
| 4   | Німеччина                                  | 1 жовтня 1966     |
| 5   | Замбія                                     | 28 листопада 1966 |
| 6   | Франція                                    | 2 лютого 1967     |
| 7   | Філіппіни                                  | 6 лютого 1967     |
| 8   | Малаві                                     | 1 липня 1967      |
| 9   | Нідерланди                                 | 10 серпня 1967    |
| 10  | Швейцарія                                  | 22 серпня 1967    |
| 11  | Етіопія                                    | 19 жовтня 1967    |
| 12  | Кенія                                      | 30 жовтня 1967    |
| 13  | Норвегія                                   | 30 листопада 1967 |
| 14  | Південна Корея                             | 18 квітня 1968    |
| 15  | Австрія                                    | 5 грудня 1968     |
| 16  | Канада                                     | 19 грудня 1968    |
| 17  | Нігерія                                    | 1968              |
| 18  | Чехія                                      | 2 березня 1970    |
| 19  | Росія                                      | 17 березня 1970   |
| 20  | Сербія                                     | 5 вересня 1970    |
| 21  | Швеція                                     | 19 грудня 1970    |
| 22  | Італія                                     | 1970              |
| 23  | Данія                                      | 24 вересня 1971   |
| 24  | Румунія                                    | 7 жовтня 1971     |
| 25  | Бельгія                                    | 9 листопада 1971  |
| 26  | Танзанія                                   | 29 листопада 1971 |
| 27  | Індія                                      | 5 грудня 1972     |
| 28  | Ізраїль                                    | грудень 1972      |
| 29  | Єгипет                                     | 7 березня 1973    |
| 30  | Лесото                                     | квітень 1973      |
| 31  | Австралія                                  | 9 липня 1973      |
| —   | Північна Корея (призупинено)               | 27 грудня 1974    |
| 32  | Китай                                      | 6 січня 1975      |
| 33  | Гаяна                                      | 28 жовтня 1975    |
| 34  | Мексика                                    | 5 грудня 1975     |
| 35  | Мозамбік                                   | 1975              |
| 36  | Ангола                                     | 18 лютого 1976    |
| 37  | Лівія                                      | 14 березня 1977   |
| 38  | Есватіні                                   | 20 травня 1976    |
| 39  | Куба                                       | 9 грудня 1977     |
| 40  | Аргентина                                  | 28 березня 1978   |
| 41  | Греція                                     | 10 квітня 1978    |
| 42  | Фінляндія                                  | 1 липня 1978      |
| 43  | Польща                                     | 22 листопада 1978 |
| 44  | Гана                                       | 21 травня 1979    |
| 45  | Португалія                                 | 21 квітня 1980    |
| 46  | Угорщина                                   | 30 квітня 1980    |
| 47  | Туреччина                                  | 20 січня 1981     |
| 48  | Іспанія                                    | 29 квітня 1981    |
| 49  | Ямайка                                     | 4 травня 1982     |
| 50  | Болгарія                                   | 16 серпня 1982    |
| 51  | Албанія                                    | 30 серпня 1982    |
| 52  | Зімбабве                                   | 31 травня 1983    |
| 53  | Бангладеш                                  | 21 червня 1983    |
| 54  | Таїланд                                    | 29 листопада 1985 |
| 55  | Бразилія                                   | 26 вересня 1985   |
| 56  | Ірак                                       | 10 липня 1986     |
| 57  | Пакистан                                   | 20 серпня 1986    |
| 58  | Нова Зеландія                              | 1987              |
| 59  | Сейшельські Острови                        | 30 вересня 1988   |
| 60  | Ісландія                                   | 1988              |
| 61  | Колумбія                                   | 25 квітня 1989    |
| 62  | Намібія                                    | 26 липня 1990     |
| 63  | Малайзія                                   | 26 листопада 1990 |
| 64  | Іран                                       | 1990              |
| 65  | Туніс                                      | 11 листопада 1992 |
| 66  | Сінгапур                                   | 30 серпня 1993    |
| 67  | ПАР                                        | 22 червня 1994    |
| 68  | Кувейт                                     | 10 червня 1996    |
| 69  | Ірландія                                   | 1996              |
| 70  | Чилі                                       | 13 жовтня 1997    |
| 71  | Тринідад і Тобаго                          | 11 травня 1998    |
| 72  | Багамські Острови                          | 13 вересня 2000   |
| 73  | Словаччина                                 | 29 березня 2001   |
| 74  | Латвія                                     | 17 березня 2003   |
| 75  | Естонія                                    | 3 червня 2003     |
| 76  | Литва                                      | 17 лютого 2004    |
| 77  | Україна                                    | 4 березня 2004    |
| 78  | Руанда                                     | вересень 2004     |
| 79  | Мальта                                     | 6 січня 2005      |
| 80  | Кіпр                                       | 22 лютого 2005    |
| 81  | Марокко                                    | 27 червня 2005    |
| 82  | Словенія                                   | 20 липня 2005     |
| 83  | Мадагаскар                                 | серпень 2005      |
| 84  | Хорватія                                   | 9 вересня 2005    |
| 85  | Маврикій                                   | 7 лютого 2006     |
| 86  | Білорусь                                   | 15 березня 2006   |
| 87  | ОАЕ                                        | 28 квітня 2006    |
| 88  | Люксембург                                 | 11 травня 2006    |
| 89  | Домініканська Республіка                   | 6 жовтня 2006     |
| 90  | Республіка Конго                           | 9 листопада 2006  |
| 91  | Катар                                      | 20 листопада 2006 |
| 92  | Екваторіальна Гвінея                       | 13 грудня 2006    |
| 93  | Барбадос                                   | 20 грудня 2006    |
| 94  | Габон                                      | 21 грудня 2006    |
| 95  | Нігер                                      | 21 грудня 2006    |
| 96  | Судан                                      | 10 січня 2007     |
| 97  | Буркіна-Фасо                               | 12 січня 2007     |
| 98  | Бенін                                      | 21 лютого 2007    |
| 99  | Сент-Вінсент і Гренадини                   | 22 лютого 2007    |
| 100 | Саудівська Аравія                          | 1 березня 2007    |
| 101 | Бурунді                                    | 13 березня 2007   |
| 102 | Джибуті                                    | 14 березня 2007   |
| 103 | Гвінея                                     | 20 квітня 2007    |
| 104 | Уругвай                                    | 4 травня 2007     |
| 105 | Гватемала                                  | 7 травня 2007     |
| 106 | Мавританія                                 | 9 травня 2007     |
| 107 | Еквадор                                    | 4 червня 2007     |
| 108 | Малі                                       | 5 червня 2007     |
| 109 | Кот-д'Івуар                                | 6 червня 2007     |
| 110 | Венесуела                                  | 9 липня 2007      |
| 111 | Парагвай                                   | 16 липня 2007     |
| 112 | Гондурас                                   | 19 липня 2007     |
| 113 | Домініка                                   | 23 липня 2007     |
| 114 | Сальвадор                                  | 28 серпня 2007    |
| 115 | Коста-Рика                                 | 11 вересня 2007   |
| 116 | Антигуа і Барбуда                          | 6 грудня 2007     |
| 117 | Суринам                                    | 6 грудня 2007     |
| 118 | Беліз                                      | 28 лютого 2008    |
| 119 | Боснія і Герцеговина                       | 15 вересня 2008   |
| 120 | Шрі-Ланка                                  | 27 жовтня 2008    |
| —   | Ватикан                                    | 4 листопада 2008  |
| 121 | Непал                                      | 8 січня 2009      |
| 122 | В'єтнам                                    | 11 лютого 2009    |
| 123 | Сент-Кіттс і Невіс                         | 25 червня 2009    |
| 124 | Північна Македонія                         | 4 вересня 2009    |
| 125 | Панама                                     | 15 грудня 2009    |
| 126 | Сакартвело (Грузія)                        | 15 січня 2010     |
| 127 | Самоа                                      | 18 березня 2010   |
| 128 | Гвінея-Бісау                               | 22 березня 2010   |
| 129 | Чорногорія                                 | 16 липня 2010     |
| 130 | Ліберія                                    | 21 вересня 2010   |
| 131 | Соломонові Острови                         | 18 листопада 2010 |
| 132 | Папуа Нова Гвінея                          | 2010              |
| 133 | Монако                                     | 24 лютого 2011    |
| 134 | Фіджі                                      | 28 червня 2011    |
| 135 | Південний Судан                            | 9 липня 2011      |
| 136 | Індонезія                                  | 28 березня 2012   |
| 137 | Уганда                                     | 4 вересня 2012    |
| 138 | Чад                                        | 9 лютого 2015     |
| 139 | Сьєрра-Леоне                               | 16 лютого 2015    |
| 140 | Сенегал                                    | 16 березня 2015   |
| —   | Палестинська держава                       | 8 березня 2017    |
| —   | Сахарська Арабська Демократична Республіка | 31 травня 2018    |
| 141 | Коморські Острови                          | 26 вересня 2018   |
| 142 | Того                                       | 18 березня 2021   |
| 143 | ЦАР                                        | 18 жовтня 2021    |
| 144 | Алжир                                      | 10 серпня 2022    |
| 145 | ДРК                                        | 9 лютого 2023     |
| 146 | Монголія                                   | 6 грудня 2023     |
| 147 | Сент-Люсія                                 | 6 грудня 2023     |
| 148 | Таджикистан                                | 6 грудня 2023     |
| 149 | Лаос                                       | 11 грудня 2023    |
| 150 | Мальдіви                                   | 11 грудня 2023    |
| 151 | Вірменія                                   | 14 грудня 2023    |
| 152 | Гамбія                                     | 13 лютого 2024    |
| 153 | Болівія                                    | 1 серпня 2024     |